# Clenon de Barros Loyola
Clenon de Barros Loyola (Goiás, 25 de agosto de 1920 — Goiânia, 1 de setembro de 1988) foi um jurista e magistrado brasileiro, que serviu como desembargador e presidente do Tribunal de Justiça do Estado de Goiás, por 14 anos. Foi alumnus da Faculdade de Direito da Universidade Federal de Goiás, tendo se bacharelado em direito em 14 de fevereiro de 1947. Em sua homenagem, a sede do TJ-GO foi batizada em seu nome.

## Biografia
Nascido em 25 de agosto de 1920, na cidade de Goiás, Clenon de Barros Loyola cursou o ensino primário no grupo escolar estadual local e o seu curso do ensino secundário no Liceu de Goiás. Inicialmente decidiu cursar na Faculdade de Engenharia da Universidade do Brasil, morando com a sua tia, Maria da Aleluia de Bastos Barros Caiado, esposa de Mário de Alencastro Caiado. Seu pai era Inácio Bento de Loyola. Porém no segundo ano, em 1942, decidiu retornar à cidade de Goiás, devido ao estado debilitado da mãe.
Em 1942, ingressou no bacharelado de direito, na Faculdade de Direito da Universidade Federal de Goiás, encerrando o curso em 14 de fevereiro de 1947.
Sua carreira jurídica se iniciou como revisor da Imprensa Oficial do Estado. Foi auxiliar de escritório da delegacia do Ministério do Trabalho, professor de um Colégio Estadual de Goiás e exerceu ainda a profissão de advogado.
Foi nomeado juiz de Direito substituto no ano de 1950. Um ano depois, foi promovido, por merecimento, ao cargo de juiz de Direito da Comarca de São Domingos, em seguida juiz de Direito da comarca de Paraúna e Trindade. Por merecimento, foi removido para Silvânia e depois Morrinhos.  A seu pedido, foi removido para a 2.ª Vara de Goiânia. Foi membro efetivo do Instituto dos Advogados Brasileiros.
Em 19 de dezembro de 1966, foi nomeado desembargador do Tribunal de Justiça de Goiás, acabando por ser eleito presidente da Corte em 1969. Exerceu a função a partir do ano seguinte, por um ano até 1971. Desse ano até 1973, dirigiu a Revista Goiana de Jurisprudência, quando se aposentou da função de desembargador.

Com usa morte em 1 de setembro de 1988, em Goiânia, a sede do Tribunal de Justiça de Goiás foi batizado em sua homenagem. Mantendo-se assim até a atualidade.